# Web Gallery of Art
La Web Gallery of Art (WGA) è un sito web che può essere considerato una galleria d'arte virtuale. Contiene immagini d'arte storiche create in Europa, principalmente in epoca gotica, rinascimentale e barocca.
Contiene un database con 48.625 riproduzioni, ognuna corredata da una scheda con titolo e autore, accessibili per mezzo di un motore di ricerca. È uno degli esempi più avanzati di una collezione indipendente di immagini storicamente importanti e di alta qualità.
L'utente può selezionare il grado di definizione dell'immagine e si può anche ascoltare della musica attinente all'epoca dell'immagine. Sono disponibili anche immagini di alta qualità in formato poster.
Il sito è stato creato da Emil Kren e Daniel Marx.

## Copyright
La maggior parte delle immagini riportate dal sito sono esenti da copyright. Tuttavia il copyright può sussistere, per alcune immagini, in relazione alla legge di alcuni paesi.
Il sito contiene la seguente dichiarazione:
"La Web Gallery of Art si riserva i diritti di copyright in quanto database. Immagini e documenti scaricati da questo database possono essere usati solo per scopi didattici e personali. La distribuzione delle immagini sotto ogni forma è vietata senza l'autorizzazione scritta del proprietario legale".
In generale non viene data però alcuna informazione sui detentori del copyright delle immagini. Negli Stati Uniti non c'è alcun copyright per la riproduzioni di immagini che sono ritenute di per sé stesse nel pubblico dominio, secondo quanto deciso nel caso legale noto come: Bridgeman Art Library contro Corel Corporation. Una situazione simile sussiste in molti altri paesi ma non in tutti.